# Teisko kyrka
Teisko kyrka (finska: Teiskon kirkko) är en kyrkobyggnad i Tammerfors i Finland. Den ligger i Teisko, som fram till 1972 utgjorde en egen kommun, och är församlingskyrka i Teisko församling inom Evangelisk-lutherska kyrkan i Finland.
Byggnaden är en korskyrka i trä, uppförd av byggmästare Matti Åkerblom. Den invigdes redan i augusti 1787 men var inte färdigställd förrän 1788. Klockstapeln tillkom tio år senare.